# Fire and Fury
Fire and Fury: Inside the Trump White House (Fogo e Fúria: Por Dentro da Casa Branca de Trump) é um livro de Michael Wolff, publicado em 5 de janeiro de 2018, que detalha o primeiro ano do governo de Donald Trump.
O título é referência a uma citação de Trump datada do início da crise diplomática entre os Estados Unidos e a Coreia do Norte em 2017. Tornou-se bestseller nas versões para impressão e e-book na Amazon.com, bem como na Apple iBooks Store, depois que os primeiros excertos foram lançados em 3 de janeiro. Em 4 de janeiro, os advogados da Trump enviaram petições de cease and desist ao autor e à editora, na tentativa de interromper a publicação do livro. Logo depois de lançado, houve uma "corrida" às livrarias nos Estados Unidos, com relatos de estoques esgotados em poucos minutos. 
O livro destaca o comportamento inflexível de Trump, suas interações caóticas com os funcionários mais antigos da Casa Branca, assim como comentários depreciativos sobre a família Trump feitos pelo ex-estrategista-chefe da Casa Branca, Steve Bannon, demitido do cargo em agosto de 2017. Trump é descrito na obra como tendo pouca consideração, chegando a desprezar seus colaboradores da Casa Branca. O livro também afirma que Trump não queria ser eleito presidente e ficou muito surpreso com o resultado da eleição.

## Antecedentes
Segundo Michael Wolff, quando este se aproximou de Trump para comunicar a intenção de escrever um livro sobre sua presidência, o presidente permitiu-lhe o acesso à Casa Branca, porque havia gostado de um artigo do autor sobre ele em junho de 2016 para a revista The Hollywood Reporter. Trump, no entanto, afirmou que nunca autorizou o acesso de Wolff à sede do governo e nunca falou com ele sobre o livro. Ainda segundo Wolff, a partir de meados de 2016, durante a campanha presidencial e durante o primeiro ano da presidência de Trump, ele foi autorizado a permanecer na ala oeste da Casa Branca, realizando pesquisas para o seu livro. Afirmou que realizou mais de duzentas entrevistas com Trump e seus assessores durante dezoito meses, incluindo os funcionários de primeiro escalão, e que lhe foi permitido assistir a eventos sem que tivesse qualquer restrição, tendo inclusive gravado algumas das conversas mencionadas na obra. O livre acesso aos eventos teria permitido que Wolff estivesse presente no evento em que ocorreu a demissão do diretor do FBI James Comey pelo presidente Trump em maio de 2017.

## Conteúdo

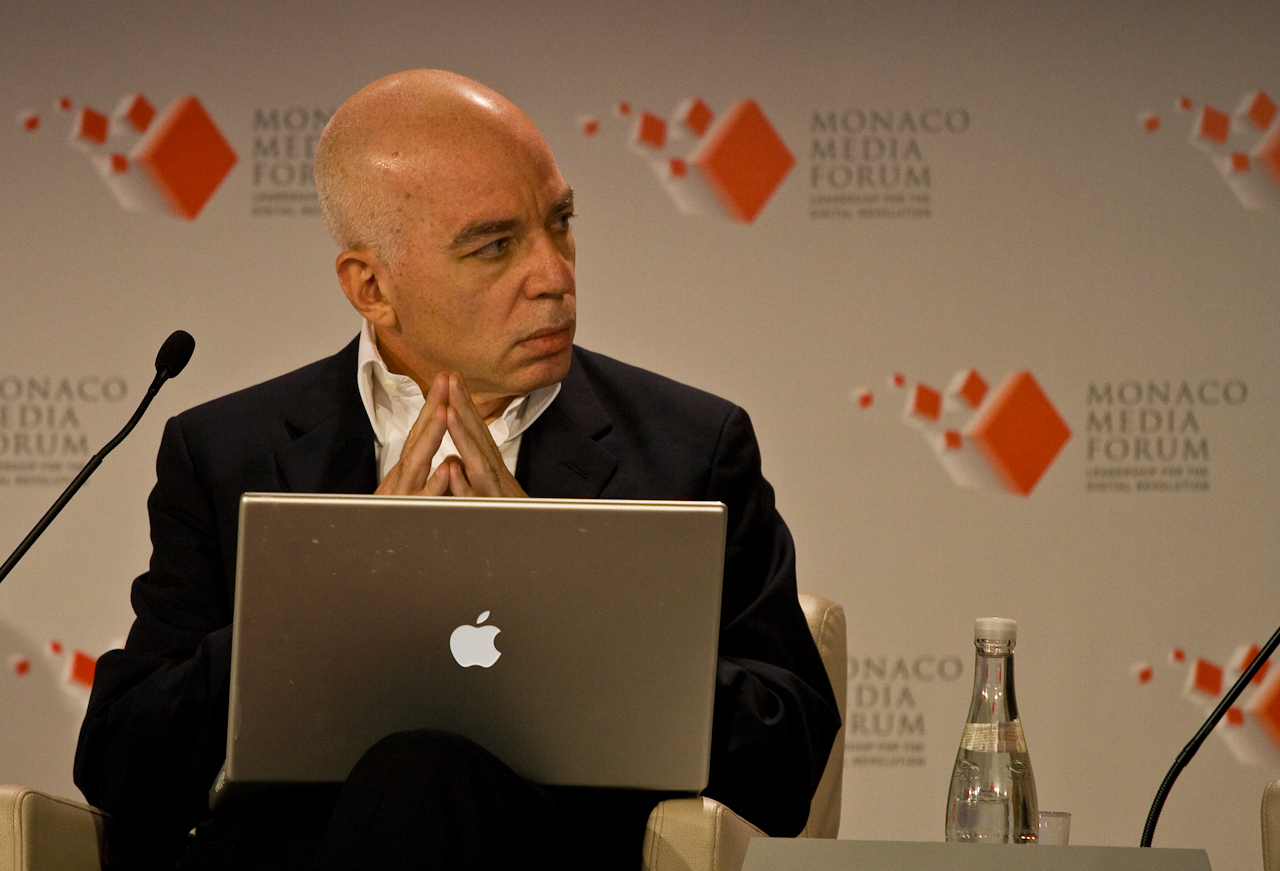
Michael Wolff afirmou ter realizado mais de duzentas entrevistas com Donald Trump e seus assessores durante dezoito meses.

No prólogo da obra, Wolff inclui este aviso:
| “ | Muitos relatos do que aconteceu na Casa Branca no governo Trump são conflitantes entre si; muitos, ao "estilo trumpiano", são grosseiramente falsos. Esses conflitos e descompromisso com a verdade, se não com a própria realidade, são um fio elementar do livro. Às vezes deixei os interlocutores apresentarem suas versões, permitindo ao leitor julgá-las. Em outros casos, pela consistência nos relatos e pelas fontes nas quais confiei, estabeleci como verdadeira a versão de um determinado evento. | ” |

Wolff escolheu o título, depois de ouvir Trump referir-se a "fogo e fúria", ao discutir a crise diplomática entre os Estados Unidos e a Coreia do Norte em 2017. De acordo com o livro, ninguém na equipe da campanha presidencial esperava vencer as eleições de 2016, incluindo o próprio Trump. Seu filho Donald Trump Jr. disse que seu pai "parecia ter visto um fantasma" quando percebeu que ganhara, e Melania Trump estava "em lágrimas - e não eram de alegria".
Muitas das citações mais polêmicas do livro vieram de Steve Bannon, o presidente-executivo da campanha de Trump nos últimos meses e o estrategista-chefe da Casa Branca de janeiro a agosto de 2017. Bannon referiu-se à reunião durante a campanha presidencial, entre Donald Trump Jr. e Jared Kushner, genro e conselheiro do presidente, com funcionários russos como "uma reunião de traidores e antipatriotas". Descreveu ainda a filha de Trump Ivanka Trump como "burra como um tijolo". Em relação à investigação liderada pelo advogado e diretor do FBI, Robert Mueller, afirmou que "eles iriam quebrar Donald Trump Jr como um ovo, na mídia televisiva". Bannon também disse que a investigação de Mueller provavelmente descobriria uma lavagem de dinheiro envolvendo Kushner em empréstimos obtidos no Deutsche Bank para um negócio familiar. Wolff afirma que o próprio Trump foi descrito como tendo uma "ampla ignorância". Por exemplo, Sam Nunberg, um assessor de campanha, teria tentado explicar a Constituição dos Estados Unidos para Trump, mas não conseguiu passar da quarta emenda.  Wolff também afirma que Kushner e Ivanka Trump discutiram lançar Ivanka em uma futura campanha presidencial.

## Lançamento e repercussão
O livro iria ser lançado, a princípio, em 9 de janeiro de 2018, mas a editora, Henry Holt and Company, adiantou a data de lançamento para 5 de janeiro, por conta de "ação judicial impetrada rapidamente". Antes disso, um trecho do livro havia sido publicado pela revista New York em 3 de janeiro de 2018 e no mesmo dia, outros veículos de mídia noticiaram acerca de conteúdo adicional do livro. O jornal inglês The Guardian noticiou destaques "explosivos", afirmando serem baseados no livro completo. Neste dia, compras antecipadas do livro fizeram-no atingir a primeira posição na Amazon.com. Em uma livraria de Washington, logo depois do lançamento em 5 de janeiro, o estoque acabou em 25 minutos. Em menos de duas semanas, a obra já estava na 11.ª edição.

## Reação da Casa Branca
Em 3 de janeiro, em seu informe à imprensa diário, Sarah Huckabee Sanders, a porta-voz da Casa Branca, disse que o livro está "cheio de relatos falsos e enganosos". A Casa Branca lançou uma declaração, dizendo que Bannon havia "perdido a cabeça", e Charles Harder, um advogado de Trump, enviou uma petição de cease and desist à Bannon, alegando que ele havia violado um termo de confidencialidade. Em 4 de janeiro, Harder tentou parar o lançamento do livro com outra petição de cease and desist enviada ao autor e à editora, ameaçando processá-los por libelo. Seus advogados também disseram que o livro "aparenta citar fonte alguma para a maioria de suas afirmações mais danosas sobre o Sr. Trump."
Em 5 de janeiro, dia da publicação do livro, Trump afirmou no Twitter:
Eu autorizei acesso zero à Casa Branca (inclusive lhe neguei várias vezes) ao autor do livro falso! Nunca falei com ele para o livro. Cheio de mentiras, distorções e fontes que não existem. Cheque o passado deste cara e veja o que acontece com ele e com o Steve sujo!
Em resposta, Wolff afirmou que, mais tarde naquele dia, "uma das coisas com as quais temos de contar é que Donald Trump irá atacar... Minha credibilidade está sendo questionada por um homem que tem menos credibilidade que, talvez, qualquer pessoa que jamais andou na Terra neste ponto." De acordo com Wolff, o próprio Trump encorajou Wolff a escrever um "relato de observador  sobre os primeiros cem dias de Trump". Wolff também afirmou ter "dezenas de horas" de entrevistas gravadas que corrobroram as afirmações no livro.
Em 6 de janeiro, Trump continuou a atacar o livro, chamando-o de "uma completa obra de ficção" e "uma disgraça", ao mesmo tempo taxando Wolff de "fraude". No mesmo dia, numa manobra interpretada como uma resposta ao livro sobre levantar questões acerca da competência de Trump para assumir a presidência, Trump twitou que suas "duas maiores habilidades tem sido estabilidade mental e ser, tipo, muito esperto". De seu sucesso nos negócios, na televisão e na política, Trump concluiu que ele era, em verdade, "um gênio bem estável". Em entrevista ao New York Times em 1 de fevereiro de 2019, Trump voltou a acusar Wolff de ser um "mercenário". Trump alegou que estava disposto a dar sua versão sobre os fatos, mas Wolff não o procurou. 